# Cryptochironomus serpancus
Cryptochironomus serpancus är en tvåvingeart som först beskrevs av Kirpichenko 1961.  Cryptochironomus serpancus ingår i släktet Cryptochironomus och familjen fjädermyggor. Inga underarter finns listade i Catalogue of Life.